# Sic
 (транскр.  сик) je latinska reč koja znači time, pa, poput, ili na takav način. U pisanju se stavlja između uglastih zagrada i obično je u kurzivu –  – kako bi ukazala na netačan ili neobičan pravopis, frazu, interpunkciju i/ili drugo naglašavajući da je citirani materijal dosledno reprodukovan iz originalnog citata i ne predstavlja transkripcionu grešku, već je namerno tako napisan. Ponekad se, naročito u polemičkim tekstovima i kritikama, rečcom sic želi skrenuti naročita pažnja na neki podatak ili tvrdnju u tekstu, zgražavanje, negodovanje, neslaganje i sl.

## Primeri
- Grupa Super s karamelom je nastala u martu 2003. godine, kao sporedni projekat pank grupe Infrakt .

Ovde se ukazuje da je naziv grupe Infrakt pravi naziv, odnosno namerna greška koja se često javlja pri pisanju i izgovoru reči infarkt.